# Jacques Huber
Jacques Huber o Jakob E. Huber o Jakob Huber-Müller (Schleitheim, Schaffhausen, 13 de octubre de 1867 - Belem de Pará, 18 de febrero de 1914) fue un naturalista, botánico, zoólogo suizo.
Estudió Ciencias Naturales en la Universidad de Basilea, donde en 1890 alcanzó el título de profesor superior y se doctoró en 1892. Hasta 1893 estuvo en Montpellier perfeccionando sus estudios de Botánica.
En 1894 cuando participaban en un seminario de botánica en la Universidad de Ginebra, fue invitado por Emílio Augusto Goeldi a viajar a Brasil. Trabajó en el Museo de Historia Natural y de Etnografía, de Belem de Pará, que había sido fundado en 1866 y que desde 1902 se llamó Museo Paraense Emílio Goeldi. Junto a Goeldi y Huber trabajaron otros destacados científicos, como por ejemplo el etnógrafo y botánico Adolpho Ducke.
Las actividades de Jacques Huber no se limitaron a sus investigaciones botánicas, además se extendieron a la economía y la industria. Como experto en caucho participó en 1911 en distintas exposiciones nacionales e internacionales, como por ejemplo en Turín. Para disertar sobre el caucho, también viajó en 1912 a Ceilán y Malasia.
Su esposa fue Sophie-Alvina Müller (nacida en 1875), hija de suizos radicados en Brasil.

## Obra
- jacques Huber. 1908. Neue Arten von Vitex aus dem Amazonasgebiet (Nuevas especies de Vitex de la Amazonía). En: Bol. do Mus. Goeldi, V, pp. 209—222

1907. The founding of colonies by Atta sexdens
- ----------------------. 1905. Bibliography 1896-1905. 60 pp.

- ----------------------. 1900. Arboretum amazonicum: iconographia dos mais importantes vegetaes espontáneos e cultivados da região amazonica = iconographie des plantes spontanées et cultivé es les plus importantes de la région amazonienne /organisada pelo J. Huber. Museo Paraense Emílio Goeldi. Publicación Info: Pará: Museo Paraense de Historia Natural y Etnografía

- ----------------------. 1893. Contributions a la connaissance des chaetophorees epiphytes et endophytes et de leurs affinites. Editor G. Masson, 95 pp.

## Fuente
Wiki Cultura Apícola (enlace roto disponible en Internet Archive; véase el historial, la primera versión y la última).